# 4 Yüz
Die Band 4 Yüz (dt. Vier Gesichter, auch Dört yüz, dt. Vierhundert) ist eine aus zwei Männern und zwei Frauen bestehende türkische Musikgruppe, die Pop und R&B-Musik vermischen.

## Geschichte
Sie veröffentlichten im Jahr 2007 ihr Debütalbum Dandini. Mit der gleichnamigen ersten Singleauskopplung Dandini zielten sie auf ein junges Publikum in der Türkei. 2008 veröffentlichte die Band das zweite Studioalbum +Enerji. Ein Jahr später vertrat 4 Yüz die Türkei beim rumänischen Musikfestival The Golden Stag.
Mitglied Gülnur Gökçe begleitete Buket Bengisu für die Türkei beim Eurovision Song Contest 2002 als Backgroundsängerin.

## Diskografie

### Alben
- 2007: 4 Yüz
- 2008: +Enerji

### Singles (Auswahl)
- 2007: Kız Kıza
- 2007: Dandini
- 2007: Salla
- 2009: İyi Düşün Taşın
- 2022: Çiki Çiki
- 2023: Lunapark

## Videos
Süleyman Yüksel, ein bekannter Musikvideo Produzent in der Türkei, hat alle 4-Yüz-Musikvideos gedreht und bearbeitet.